# مطلوبات طويلة الأجل
مطلوبات طويلة الأجل (Long-term liabilities)، أو الخصوم غير المتداولة، هي التزامات مستحقة بعد عام أو فترة التشغيل العادية للشركة.  فترة التشغيل العادية هي مقدار الوقت الذي تستغرقه الشركة لتحويل المخزون إلى نقود. في الميزانية العمومية المصنفة، يتم فصل المطلوبات بين المطلوبات الحالية والمطلوبات طويلة الأجل لمساعدة المستخدمين على تقييم الوضع المالي للشركة في فترات قصيرة وطويلة الأجل. تمنح الالتزامات طويلة الأجل للمستخدمين مزيدًا من المعلومات حول ازدهار الشركة على المدى الطويل، بينما تُبلغ الخصوم المتداولة المستخدم بالديون التي تدين بها الشركة في الفترة الحالية. في الميزانية العمومية، يتم سرد الحسابات بترتيب السيولة، لذا فإن المطلوبات طويلة الأجل تأتي بعد الخصوم المتداولة. بالإضافة إلى ذلك، يتم سرد حسابات الالتزامات طويلة الأجل المحددة في الميزانية العمومية بترتيب السيولة. لذلك، سيتم إدراج حساب مستحق في غضون ثمانية عشر شهرًا قبل حساب مستحق في غضون أربعة وعشرين شهرًا. ومن أمثلة الالتزامات طويلة الأجل السندات المستحقة الدفع، والقروض طويلة الأجل، وعقود الإيجار الرأسمالي، ومطلوبات المعاشات التقاعدية، والتزامات الرعاية الصحية لما بعد التقاعد، والتعويضات المؤجلة، والإيرادات المؤجلة، وضرائب الدخل المؤجلة، والمطلوبات المشتقة. 

## استثناءات
إذا كانت الالتزامات مستحقة حاليًا في أقل من اثني عشر شهرًا وجارٍ إعادة تمويلها بحيث تصبح مستحقة بعد عام، فيمكن للشركة تسجيل هذا الدين في استثمارات طويلة الأجل. بالإضافة إلى ذلك، إذا كان الالتزام سيتم تغطيته من خلال استثمار طويل الأجل، فيمكن تسجيله كالتزام طويل الأجل حتى لو كان مستحقًا في الفترة الحالية. لا يزال الاستثمار طويل الأجل يجب أن يكون كافيا لتغطية الديون.